# نیلس کریستین نیلسن
نیلس کریستین نیلسن (دانمارکی: Niels Kristian Nielsen; ۱۰ ژانویهٔ ۱۸۹۷ – ۱۲ آوریل ۱۹۷۲) ژیمناست هنری اهل دانمارک بود.